# Canónigos regulares de la Santa Cruz
La Orden de Canónigos Regulares de la Santa Cruz, también llamados Crucíferos portugueses o Hermanos de la Cruz (en latín Ordo Canonicorum Regularium Sanctae Crucis), es una orden religiosa católica de canónigos regulares, fundada por Tello de Coímbra, Juan Peculiar y Teotonio de Coímbra, en Coímbra (Portugal) a inicios del siglo XII. Sus miembros posponen al nombre las siglas O.R.C.

## Historia

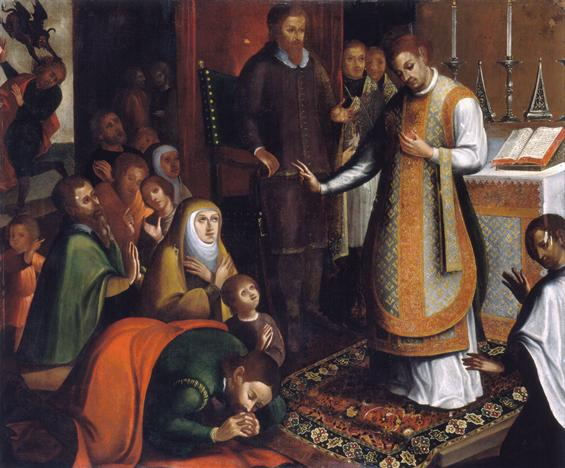
San Teotonio celebrando la Eucaristía a la corte de Alfonso I de Portugal. Teotonio es considerado uno de los fundadores de la Orden.

### Origen
Tello de Coímbra junto a Juan Peculiar y Teotonio de Coimbra, fundaron el monasterio de Santa Cruz en la ciudad de Coímbra, Portugal, con el objetivo de formar una comunidad de canónigos regulares: el ideal de los fundadores era la reforma y renovación de la vida canonical. El rey Alfonso I de Portugal donó el terreno para construir el monasterio. Las obras del mismo iniciaron el 28 de junio de 1131. Los miembros de la Orden retienen esta fecha como la de la fundación.
La vida en comunidad de los canónigos comenzó el 25 de febrero de 1132. Los religiosos adoptaron la Regla de San Agustín y las constituciones y los canónigos de San Rufo de Aviñón. El papa Inocencio II concedió a los canónigos la exención de la jurisdicción episcopal y la protección papal mediante una bula del 26 de mayo de 1135.
El monasterio de Santa Cruz de Coímbra tuvo parroquias y filiales en Coímbra y Leiría y un rico patrimonio. Su escuela, vinculada a la Universidad de Coímbra, fue un importante foco cultura, y el monasterio dispuso de uno de los principales bibliotecas del reino. Además los clérigos se hacían cargo de la atención de los enfermos y necesitados del hospital de San Nicolás.

### De la reforma a la supresión
En el siglo XIV comenzó un período de decadencia y abandono de la disciplina original. A partir de 1527 hubo una reforma de la casa madre, que condujo a la federación de algunos monasterios, formando la Congregación de la Santa Cruz. Dicha congregación fue aprobada por Pablo IV en 1556. La reforma de la orden en Coímbra supuso la fundación del Collegium Sapientiae, importante centro cultural y académico durante siglos, especialmente en Teología y Liturgia. Los profesores de dicho Collegium impartían lecciones en la Universidad de Coímbra.
El Papa León X fue el primer pontífice que concedió a los Canónigos Regulares de la Santa Cruz una indulgencia de 500 días por cada Padre Nuestro y Ave María recitados con cuentas bendecidas. El Gregorio XVI y el Papa IX decretaron que estas indulgencias se aplicaran también a las almas del Purgatorio. El 15 de marzo de 1884 Leo XIII concedió a cualquier creyente una indulgencia de 500 días por el rezo de cada Avemaría siempre que tuviera en su poder un rosario bendecido y enriquecido con las indulgencias de los Canónigos regulares de la Santa Cruz.
La orden se caracterizó desde sus orígenes por una arraigada espiritualidad mariana, sus religiosos se cuentan entre los defensores de la doctrina de la Inmaculada Concepción. 
A mediados del siglo XVII, la Orden envió misioneros a la India, África y el Brasil. El primero de los misioneros de la Orden en llegar a Brasil fue Estêvão dos Santos Carneiro; llegó allí en 1670 y más tarde fue nombrado obispo de Salvador de Bahía. A pesar de ello, nunca se abrió otro monasterio fuera de Portugal.
Los Canónigos de Santa Cruz fueron suprimidos, como todas los demás órdenes religiosas, por el gobierno portugués en 1834.

### Restauración

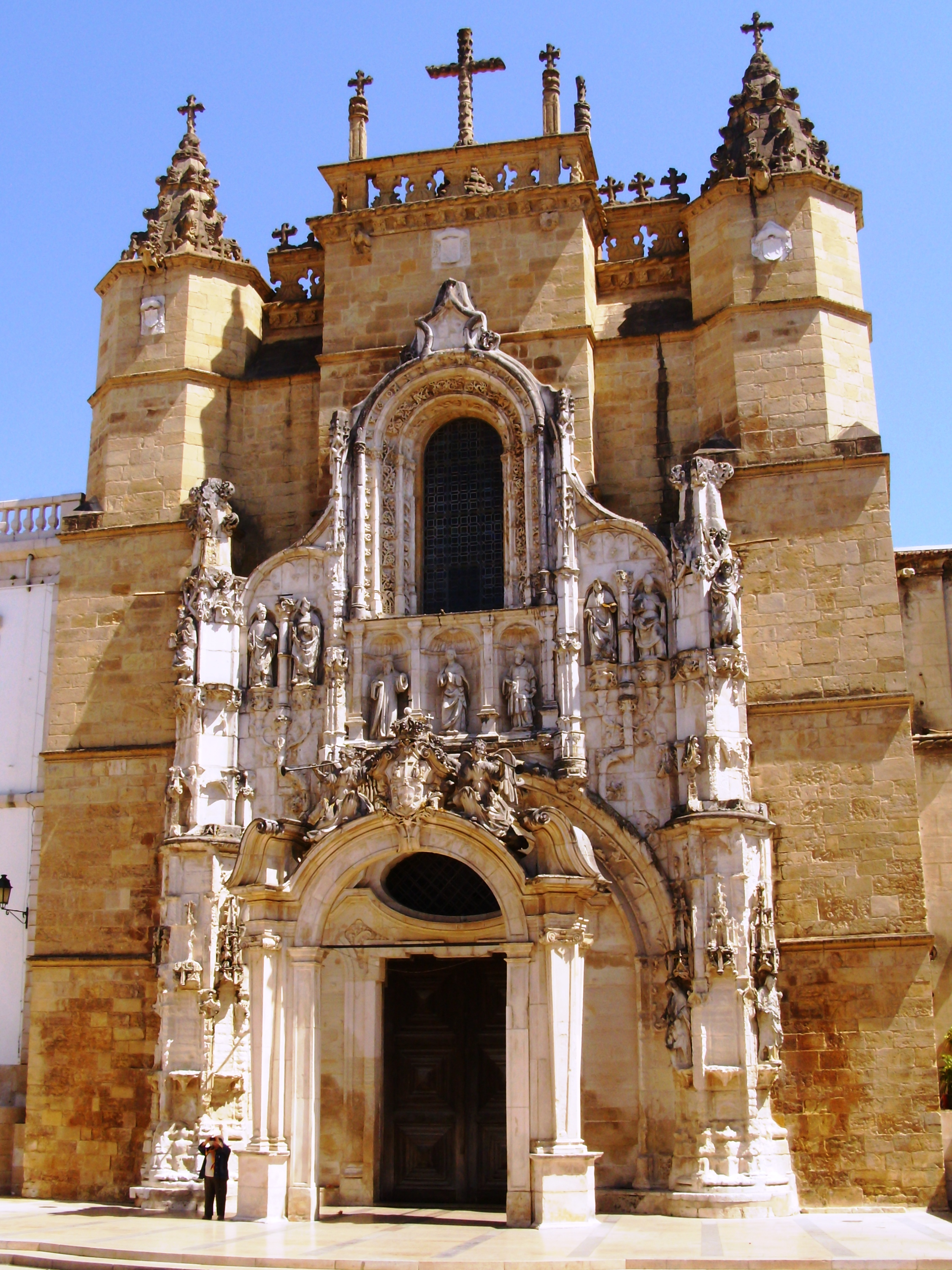
El Monasterio de Santa Cruz de Coímbra fue la primera casa de la Orden. A partir del se constituyó en uno de los centros de cultura más importantes de Portugal

En 1976 el movimiento Opus Sanctorum Angelorum (en castellano: «Obra de los Santos Ángeles»), de espiritualidad cercana a la de la antigua orden, promovió la restauración de la misma. La aprobación de la misma la recibieron de manos Juan Pablo II, el 29 de mayo de 1979. Ese mismo año se fundó el primer monasterio en Brasil, Quaratinguetá (Aparecida), hoy casa de formación religiosa y de retiro. En 1983 se fundó en Anápolis (Brasil) el Institutum Sapientiae, continuador del antiguo colegio de Coímbra.
Importante para la restauración de la Orden fue el trabajo de João Pereira Venâncio, obispo emérito de Leiría-Fátima. Fue además el primer Prior general de la Orden restaurada, entre 1980 y 1984.
Están vinculadas a la Orden: la Congregación de las Hermanas de la Santa Cruz, la Comunidad de las Auxiliares Misioneras de la Santa Cruz y otras asociaciones de fieles y sacerdotes.

## Actividades y presencias
Los Canónigos Regulares de la Santa Cruz se dedican al culto litúrgico solemne, la adoración perpetua del Santísimo Sacramento y al cuidado de las almas. Ejercen su ministerio especialmente como sacerdotes.
En 2011 los canónigos eran unos 127 (82 de ellos, sacerdotes) en quince casas. Están presentes en Europa (Austria, Alemania, Italia, Portugal), América (Brasil, México, Colombia y Estados Unidos) y Asia (India, Filipinas). La curia general se encuentra en Roma y el actual prior general es Joaquim Welz.